# علیرضا زمانی‌نسب
علیرضا زمانی‌نسب زاده ۱ فرودین ۱۳۵۷ در تهران از سال ۱۳۸۳ فعالیت هنری خود را آغاز کرد او در آینده فعالیت خود را با فیلم سینمایی رؤیای خیس وارد عرصه سینما شد و در سریال رازبقا نقش افشین را بازی کرد

## فیلم‌شناسی
- زخم کاری:مجازات
- زخم کاری:انتقام
- نون خ ۵
- بی‌بدن
- راز بقا
- گیسو
- رقص روی شیشه
- عاشقانه
- نفس گرم
- پرده نشین
- رنگ شک
- تاج محل
- روح‌الله
- روز حسرت
- پیامک از دیار باقی
- بچه‌های ابدی
- رویای خیس
- خوش رکاب